# Fabio Grasso
Fabio Grasso, né le 9 avril 1969 à Verceil, est un pianiste et professeur de musique classique italien.

## Biographie
Fabio Grasso, né le 9 avril 1969 à Verceil (Italie), commence ses études musicales dans sa ville natale avec Mario Barasolo et Jean Micault, puis il intègre le conservatoire de Turin d'où il sort diplômé de piano en 1986 avec les honneurs. En 1994, il obtient le diplôme de composition expérimentale au Conservatoire de Milan, sous l'égide de Sandro Gorli, Umberto Rotondi et Guido Guida. En 1995, il devient docteur en littérature grecque ancienne ; il se spécialise ensuite en piano, d'abord avec Marco Vincenzi, puis avec Maria Tipo (1991-1993) à l'école de musique Fiesole, et en composition avec Giacomo Manzoni dans la même école (1993-1996). Il suit également un cours de composition de 3 ans avec Franco Donatoni et obtient enfin le nouveau diplôme national de docteur en piano au conservatoire d'Alexandrie.
Il est professeur de musique au conservatoire de Venise.
En mars 1996, il remporte le Concours international de piano d'Orléans avec le prix Blanche Selva et le prix Maurice Ohana. Il est invité à donner des récitals à Paris (CNSM, Salle Gaveau, France Musique, Salle Cortot, Théâtre du Châtelet), à Nice (Fondation Sophia Antipolis), à Maastricht, à Colmar pour le festival Michelangeli 2000, à Orléans et à Montpellier pour des récitals, des concerts de chambre et des concerts avec orchestre (Orchestre d'Orléans, Orchestre Philharmonique de Montpellier pour le Concerto K. 488 de Mozart avec A. Jordan et le 2e Concerto de Beethoven avec F. Layer, Orchestre du Banquet pour Concerto pour piano de Ligeti), à Erfurt pour Concerto pour piano de Schumann. En 1999, il obtient un prix au Concours international de piano Ferruccio-Busoni de Bolzano. Il joue également l'intégralité des Sonates de Beethoven pour la Viotti Concert Society à Verceil.

## Discographie
- 1998 : Busoni's Elegies, Toccata, Albumblätter (ce CD a reçu la recommandation de Répertoire et le CHOC du Monde de la musique (Solstice)
- 2002 : 6 Études et 8 Morceaux d'Anton Rubinstein (premiers enregistrements mondiaux) (Solstice)
- 2004 : Carnaval Schumann et Études Symphoniques avec Variations Posthumes (Solstice)
- 2005 : Scarlatti 14 sonates pour piano : Sonate K. 30, 41, 58, 93, 259, 260, 380, 381, 417, 425, 426, 427, 497 et 498  (Accord).

En collaboration avec la pianiste Letizia Michielon, Fabio Grasso enregistre l'intégralité des Études de Ligeti et Chopin.